# Amar de nuevo
 (juillet 2018).
Si vous disposez d'ouvrages ou d'articles de référence ou si vous connaissez des sites web de qualité traitant du thème abordé ici, merci de compléter l'article en donnant les références utiles à sa vérifiabilité et en les liant à la section « Notes et références ».
Amar de nuevo est une telenovela américaine diffusée entre le 29 août 2011 et le 24 février 2012 sur Telemundo.

## Synopsis
L'histoire commence un jour tragique, quand Frijolito se retrouve dans un accident de la circulation avec son meilleur ami Palito et ses parents, Salvador et Verónica.
Le cousin de Verónica, Bulmaro, avait reçu des ordres de son patron, Max, pour causer l'accident. Max voulait se débarrasser de Salvador, car il voulait se rapprocher de Verónica. Après ce jour, tout a changé. Frijolito et Salvador ont été tués dans l'accident, Verónica est dans le coma depuis deux ans et Palito est confié à sa grand-mère, Lily.
Frijolito pouvait entendre Palito prier pour sa mère, Verónica, tous les jours. Palito n'a jamais douté qu'un jour elle se rétablirait. Le «patron» de Frijolito pouvait également entendre les prières de Palito, et il décida de l'envoyer comme ange gardien de Palito. Bien que personne n'y ait cru, Verónica s'est réveillé, prouvant que les miracles se produisent.
Lorsque Verónica sort du coma, elle est surprise d'apprendre que l'amour de sa vie est mort dans l'accident. Elle pense qu'elle n'a plus de raison de vivre, mais sa mère lui rappelle qu'elle a des raisons de continuer. Qu'il l'aimait profondément et qu'elle se doit de continuer à vivre pour lui.
Verónica décide d'être forte pour Palito, mais elle déclare qu'elle n'aimera plus jamais. C'est alors que le «patron» de Frijolito a décidé d'envoyer celui-ci avec la mission de trouver un nouveau père pour Palito.
Román García del Solar est un candidat parfait. C'est un homme bon qui a perdu sa femme et sa foi dans l'amour. Sa seule raison de vivre est aussi ses enfants, María Sol, Jorgito et Flor. Le seul obstacle est sa belle-sœur, Rosilda, la sœur jumelle de son épouse décédée, Laura. Rosilda est obsédée à gagner le cœur de son beau-frère.
Román et Verónica croient tous les deux qu'ils n'aimeront plus jamais, mais Frijolito leur apprendra que c'est possible. Ils n'auront pas besoin de magie pour se trouver : leurs cœurs serviront de guide.

## Distribution
- Patricia Garza : Verónica
- Eduardo Rodríguez : Román
- Alejandro Felipe Flores : Frijolito
- Carlos Daniel Estrada : Pablo
- Jullye Giliberti : Rosilda / Laura
- José Luis Franco : Máximo
- Andrés Zuno : Lorenzo
- María Antonieta de las Nieves : Gardenia
- Paola Toyos : Luisina
- Jorge Eduardo García : Palito, "Pablito"
- Nicolás Mele : Père Leandro
- Jaime Aymerich : Memo
- Alejandro de la Madrid : Alejandro
- Antonio de la Vega : Bulmaro
- Luis Xavier : Severino
- Magali Boysselle : Brenda
- Martha Navarro : Justa
- Paola Toyos : Luisina
- Tatiana del Real : Maria Sol
- Javier Reyes : Camilo
- Briggitte Bozzo : Flor
- Rogelio Frausto : Jorgito
- Gala Montes : Rebeca
- Argelia García : Leticia

## Version concordante
- Amarte así (2005)